# (392728) Zdzisławłączny
(392728) Zdzisławłączny – planetoida z głównego pasa planetoid okrążająca Słońce w ciągu 4,83 lat w średniej odległości 2,86 au. Odkryli ją Michał Żołnowski i Michał Kusiak 21 sierpnia 2012 roku ze swojego prywatnego obserwatorium Rantiga Osservatorio w miejscowości Tincana we Włoszech. Nazwa planetoidy pochodzi od Zdzisława Łącznego (ur. 1947) – polskiego elektronika, który zbudował podzespoły elektroniczne do Rantiga Osservatorio. Przed nadaniem nazwy planetoida nosiła oznaczenie tymczasowe (392728) 2012 QJ52.